# Análisis de expresión de un solo objetivo
El análisis de expresión de un solo objetivo  (STEP: single target expression profiling) es uno de los métodos de cuantificación del proceso de la reacción en cadena de la polimerasa (PCR. Polymerase chain reaction), mediante el cual se puede observar la expresión de un gen específico en varios tejidos, como una de sus aplicaciones. El proceso consiste en la preparación de un perfil de expresión para el gen a estudiar (objetivo único), con el fin de analizar el rol de los productos de expresión de dicho gen a través de la observación de su dinámica y periodo de expresión. Los resultados del procedimiento se introducen en un diagrama mediante el cual se puede observar en que tejidos en particular el gen esta activo o inactivo.

## Aplicaciones
Una de las principales aplicaciones de esta técnica es utilizar su fundamento de análisis de objetivos únicos, con el fin de comparar los perfiles de expresión en diferentes muestras, como tejidos, de individuos sanos e individuos con alguna patología; para determinar si un gen en específico está relacionado con el desarrollo de una enfermedad. Las diferencias en la progresividad de tal patología pueden estudiarse como objetivo para nuevos medicamentos, por medio de su papel en el proceso de transducción proteico.